# Tony Williams

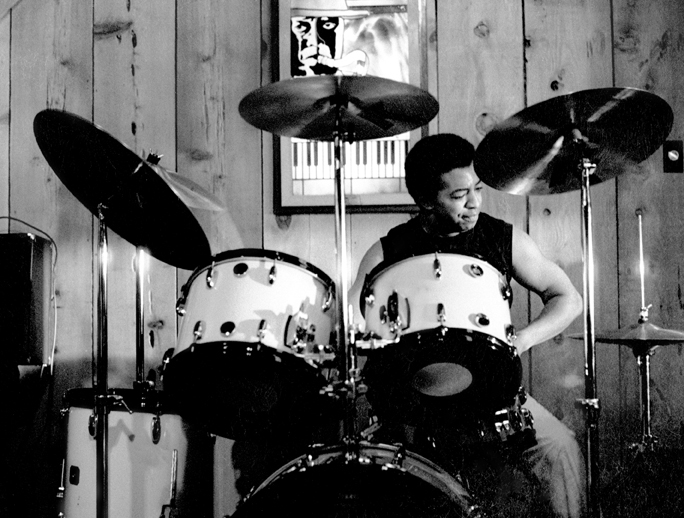
Tony Williams (1986)

Anthony Tillmon „Tony“ Williams (* 12. Dezember 1945 in Chicago, Illinois, USA; † 23. Februar 1997 in Daly City, Kalifornien, USA) war ein US-amerikanischer Jazz-Schlagzeuger.
Neben Billy Cobham entwickelte er die Verbindung von Jazz- und Rockrhythmen. Beeinflusst wurde er von Max Roach, Philly Joe Jones, Roy Haynes, Elvin Jones, aber auch vom Schlagzeuger Sunny Murray.

## Leben
Tony Williams’ Karriere begann früh im Alter von 16 Jahren in der Band des Saxophonisten Jackie McLean, der ihn nach New York holte und mit dem er seine erste Aufnahme einspielte. Schon mit 17 wurde er von Miles Davis in dessen Band geholt, die später als das zweite Miles Davis Quintet bekannt wurde. Aufgrund seiner Minderjährigkeit hatte er eigentlich keinen Zutritt zu den Clubs und musste oft den Hintereingang nutzen. 
Williams’ Beitrag im Miles Davis Quintet war die Weiterentwicklung der schnellen Spielweise des Bebop. Williams war ein Meister der Ride-Becken, nutzte die Hi-Hat mehr zur klanglichen Gestaltung denn zur Betonung des Backbeat und hatte ein filigranes und schwungvolles Spiel. 1969 verließ er Miles Davis.
1969 gründete er die Gruppe The Tony Williams Lifetime mit dem Gitarristen John McLaughlin und dem Organisten Larry Young, die einen maßgeblichen Einfluss auf die Verbindung von Jazz mit Rockelementen hatte und damit stilprägend für die Entwicklung des Jazz-Rock oder Fusion war. An der Neuauflage The New Tony Williams Lifetime waren von 1974 bis 1976 Alan Pasqua (Keyboards), Tony Newton (Bass) und Allan Holdsworth (Gitarre) beteiligt. Zusammen mit den anderen Sidemen des Miles Davis Quintet, Herbie Hancock, Ron Carter und Wayne Shorter trat er mit Freddie Hubbard ab 1976 als V.S.O.P. auf, ab 1983 wurden Hubbard und Shorter durch die Brüder Wynton und Branford Marsalis ersetzt, woraufhin die Gruppe sich umbenannte in V.S.O.P.II.
In den 1980er Jahren studierte Williams Komposition und trat mit eigenen Bands unter anderem mit Wallace Roney und Mulgrew Miller auf. Aus dieser Zeit stammt auch Sister Cheryl, eine mittlerweile zum Standard gewordene Komposition von Tony Williams. 1990 komponierte er im Auftrag ein vielbeachtetes Stück für Streichquartett, Klavier, Schlagzeug und Becken, das in San Francisco aufgeführt wurde. 1995 erhielt er einen Grammy für die beste Jazz-Aufnahme des Jahres für A Tribute to Miles. Mit Bill Laswell und Derek Bailey spielte er auch in dem Fusion-Projekt Arcana.
Tony Williams starb 1997 an Herzversagen im Zuge einer Routine-Gallenblasenoperation. Seine kurz nach seinem Tode erschienene CD hieß Young at Heart, benannt nach dem gleichnamigen Standard, den Williams im Trio für diese Produktion eingespielt hatte. 2016 listete ihn der Rolling Stone auf Rang 19 der 100 größten Schlagzeuger aller Zeiten.

## Ausgewählte Diskographie
- Tony Williams
  - 1964: Life Time
  - 1965: Spring
  - 1969: Emergency!
  - 1970: Turn It Over
  - 1971: Ego
  - 1972: The Old Bum's Rush
  - 1975: Believe It
  - 1976: Million Dollar Legs
  - 1978: The Joy of Flying
  - 1980: Play or Die
  - 1982: Third Plane
  - 1985: Foreign Intrigue
  - 1986: Civilization
  - 1988: Angel Street
  - 1989: Native Heart
  - 1991: The Story of Neptune
  - 1992: Live in Tokyo
  - 1996: Wilderness
  - 1998: Young At Heart
- Kenny Dorham
  - Una Mas
- Ron Carter
  - Third Plane
- Miles Davis
  - Seven Steps to Heaven
  - My Funny Valentine
  - Four And More
  - The Complete Live at the Plugged Nickel 1965
  - E.S.P.
  - Miles Smiles
  - Sorcerer
  - Nefertiti
  - Miles in the Sky
  - Water Babies
  - Filles de Kilimanjaro
  - In a Silent Way
- Weather Report
  - 1978: Mr. Gone
- Gil Evans
  - There Comes a Time
- Herbie Hancock
  - Empyrean Isles
  - Maiden Voyage
  - V.S.O.P
  - Sunlight
- Jonas Hellborg
  - The Word
- Andrew Hill
  - Point of Departure
- Wayne Shorter
  - The Soothsayer